# Красна Поляна (Тайиншинський район)
Кра́сна Поля́на (каз. Красная Поляна) — село у складі Тайиншинського району Північноказахстанської області Казахстану. Адміністративний центр Краснополянський сільського округу.
Населення — 576 осіб (2021; 696 у 2009, 983 у 1999, 1368 у 1989).
Національний склад станом на 1989 рік:
- німці — 46 %
- поляки — 30 %.